# Turbanella caledoniensis
Turbanella caledoniensis is een buikharige uit de familie van de Turbanellidae. De wetenschappelijke naam van de soort werd voor het eerst geldig gepubliceerd in 2008 door Hummon.